# De spiselige og de giftige
De spiselige og de giftige er en dansk naturfilm fra 1980 instrueret af Claus Bering.

## Handling
Denne artikel mangler et handlingsreferat. Hjælp os med at skrive det.